# Amorphophallus julaihii
Amorphophallus julaihii là một loài thực vật có hoa trong họ Ráy (Araceae). Loài này được Ipor, Tawan & P.C.Boyce mô tả khoa học đầu tiên năm 2004.